# Chiesa della Madonna delle Grazie (Semproniano)
La chiesa della Madonna delle Grazie è un edificio sacro situato a Semproniano.
Fu edificata nel XVI secolo nel luogo precedentemente occupato da un antico romitorio.
Presenta una semplice facciata con portale architravato e rosone che immette in una aula rettangolare coperta a capriate rifatta nel corso del XVIII secolo. Nei due altari sono una Madonna col Bambino, dipinta nel 1788 da Elisabetta Anna Taverni, ed un Sant'Antonio da Padova di fronte alla Madonna col Bambino, attribuito a Francesco Nasini.